# Dopo il ponte
Dopo il ponte è il secondo album del cantautore italiano Giampiero Artegiani, pubblicato dall'etichetta discografica Polydor nel 1989.
Il disco arriva a sei anni di distanza dal precedente, intitolato semplicemente con nome e cognome dell'artista, e non è seguito da altri album, in quanto negli anni successivi Artegiani decide di produrre e comporre esclusivamente per altri.
I testi sono opera dall'interprete, il quale si avvale della collaborazione di Marcello Marrocchi per le musiche e di Maurizio Fabrizio per gli arrangiamenti di alcuni brani.

## Tracce

### Lato A
1. Madre Negra Aparecida
2. A Paula Cooper
3. Il colle degli eucalipti
4. Addio Kabul
5. La fioraia di San Lorenzo

### Lato B
1. Basta un attimo
2. Samuel
3. Dopo il ponte
4. Pozzanghere di primavera
5. Eterno Padre